# エイミー・レッドフォード
エイミー・レッドフォード（Amy Redford、1970年10月22日 - ）は、アメリカ合衆国の女優。

## 出演作品
- サンシャイン・クリーニング
- LAW & ORDER クリミナル・インテント シーズン4